# Parocneria algerica
Parocneria algerica är en fjärilsart som beskrevs av Charles Oberthür 1916. Parocneria algerica ingår i släktet Parocneria och familjen tofsspinnare. Inga underarter finns listade i Catalogue of Life.